# Peter Bebjak
Peter Bebjak, est un réalisateur slovaque, né le 1er septembre 1970.

## Vie privée
Peter Bebjak est ouvertement homosexuel et est en couple depuis 2011 avec le peintre Andrej Dúbravský.

## Filmographie
- 2011 : Apricot Island (Marhuľový ostrov)
- 2012 : Zlo
- 2015 : The Cleaner (Cistic)
- 2017 : The Line (Čiara)
- 2019 : Trhlina
- 2021 : Le Rapport Auschwitz (The Auschwitz Report)
- 2022 : Stínohra

## Récompenses
- Festival international du film de Karlovy Vary 2017 : Prix du meilleur réalisateur[2].
- Arras Film Festival 2017 : Atlas d'or du meilleur film et Prix regards jeunes[3].

## Nominations
- Liste des soumissions à la 90e cérémonie des Oscars pour le meilleur film en langue étrangère